# نبردناو کلاس میسیسیپی
نبردناو کلاس میسیسیپی (به انگلیسی: Mississippi-class battleship) یک کلاس از کشتی است که طول آن 382 ft می‌باشد.